# Морган-Булевард
Морган-Булевард (англ. Morgan Boulevard) — наземная открытая (Open-cut) пересадочная станция Вашингтонгского метро на Синей и Серебряной линиях. В часы пик также обслуживается Оранжевой линией. Она представлена одной островной платформой. Проектное название станции — Саммерфилд; оно было изменено в 2002 году на нынешнее в связи с переименованием улицы Саммерфилд-Булевард на Морган-Булевард, в честь изобретателя Гарретта Моргана. Станция обслуживается Washington Metropolitan Area Transit Authority. Расположена в Ландовере у Гарретт-Морган-Булевард и Сентрал-авеню. Поблизости расположен стадион Федэкс-филд, который является домашней ареной «Вашингтон Редскинз». Это одна из нескольких станций не обслуживаемых автобусами компании WMATA Metrobus.
Станция была открыта 18 декабря 2004 года.
Открытие станции было совмещено с завершением строительства ж/д линии длиной 5,1 км и открытием ещё одной станций — Ларго-таун-сентер, которая стала конечной для Синей линии. Открытие Серебряной линии запланировано на 2013 год.